# Anua kebea
Anua kebea är en fjärilsart som beskrevs av Bethune-Baker 1906. Anua kebea ingår i släktet Anua och familjen nattflyn. Inga underarter finns listade i Catalogue of Life.